# Fie Carelsen

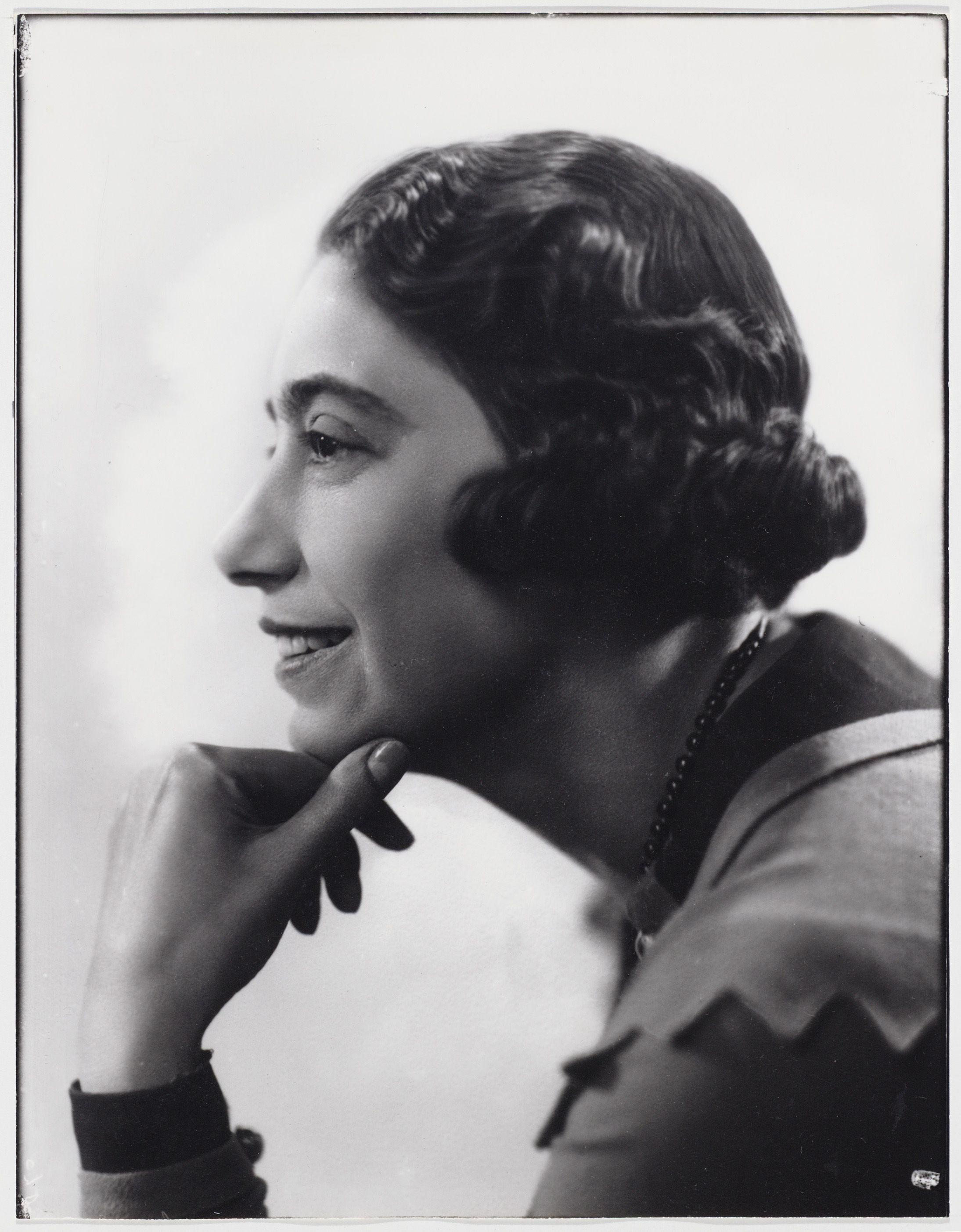
Fie Carelsen in den 1920er Jahren (Fotograf Merkelbach)

Fie Carelsen, eigentlich Sophia de Jong (* 5. April 1890 in Amsterdam; † 21. Juli 1975 in Den Haag) war eine niederländische Schauspielerin.
Fie wuchs mit ihrem Vater Jacob de Jong, einem Geschäftsmann, und ihrer Mutter Cientje Cohen auf. Die Mutter startete, unter dem Künstlernamen Cécile Carelsen, im Alter von dreißig Jahren eine Theater-Karriere, so dass Fie in einer Umgebung von Schauspielern aufwuchs. Im Alter von drei Jahren hatte Fie bereits ihre erste Rolle auf dem Arm einer Tante. Vom 14. August 1913 bis 1920 war sie mit Jean-Louis Pisuisse verheiratet, er war von 1903 bis 1912 mit Jacoba Smit verheiratet gewesen. Anlässlich ihres 25-jährigen Bühnenjubiläums 1931 spielte sie die Titelrolle in Mata Hari. 1935 erhielt sie als erste die Magda-Janssens-Hutnadel, eine von Magda Janssens ins Leben gerufene Übertragbare Auszeichnung.
Fie Carelsen hatte eine jüdische Mutter. Während des Zweiten Weltkriegs, als viele Schauspieler untertauchen mussten, mussten Fie und ihre Mutter Cécile sich beim Bevölkerungsregister melden. Dort hörte sie zum ersten Mal, dass sie ein leibliches Kind des Schauspielers Frits Bouwmeester sr. (1848–1906) und damit halbjüdisch war. Ob diese Angabe nur dem Schutz der Tochter diente, ist nicht nachvollziehbar. Durch Protektion durch hochgestellte niederländische Persönlichkeiten (u. a. H.M. Hirschfeld) konnte die Deportation der Mutter Cécile bis Anfang 1944 herausgezögert werden. Nach der Deportation starb Cécile Carelsen am 4. Juli 1944 im KZ Theresienstadt. Fie wurde erlaubt, weiterhin Stücke aus dem Repertoire zu spielen, neue Stücke waren nicht erlaubt. Nach Ende des Krieges wurde ihr von vielen vorgeworfen, dass sie während des Krieges aufgetreten war.
Fie Carelsen starb an einem Herzinfarkt, der sie während des Schlafs ereilte, und wurde in Den Haag auf dem Friedhof Oud Eik en Duinen bestattet (Grab 1-3217). Denn 1970 erwarb sie die Eigentumsrechte des Grabes von ihrem Ex-Mann Jean-Louis Pisuisse und nahm in ihr Testament auf, dass sie in seinem Grab bestattet werden wolle. Dies geschah nach ihrem Tod 1975 auch. 1976 wurde aus ihrem Vermächtnis der Pisuisse-Preis für die beste Theateraufführung eines Schülers der Academie voor Kleinkunst (nun Academie voor Theater en Dans) ins Leben gerufen (vergeben von 1976 bis 1999).
In Hengelo, Hoofddorp, Leiden, Spijkenisse und Zutphen gibt es nach Fie Carelsen benannte Straßen, in Haarlem einen Fie Carelsenplein (Platz) und in Amstelveen, Den Haag, Heemstede, Utrecht, Vlissingen eine Fie Carelsenlaan (Allee).